# ダーティ・ワーク (オースティン・マホーンの曲)
「ダーティ・ワーク」（Dirty Work）は米国の歌手オースティン・マホーンの曲。米国で2015年7月1日にデジタル・ダウンロードでリリースされた。作曲・プロデュースはザ・モンスターズ・アンド・ザ・ストレンジャーズによるもので、マホーン、ショーン・ダグラス、タライ・ライリも手を加えた。

## 背景とリリース
2015年6月末、マホーンは本曲のアートワークを Twitter で公開し、同年7月10日に iTunes でリリース予定だと告知した。翌日にはラジオでのオンエアが始まり、iTunes で7月1日に繰り上げてリリースされた。
2015年11月17日、マホーンはT-ペインをフィーチャーしたリミックス版を公式 SoundCloud で無料公開した。

## 制作
この曲はマホーンによると、ブルーノ・マーズの「アップタウン・ファンク」のような雰囲気を持った、弾むようなファンキーなジャムである。

## 評価
この曲は好意的な評価を得た。ビルボードのジェイソン・リプシュッツは、この曲はマホーンの「これまでで最高かつ最も野心的なシングル」と評した。アイダレータのマイク・ウォスは「レトロ風の爆竹花火」と呼び、ブルーノ・マーズやジャスティン・ティンバーレイクのヒット曲になぞらえた。フューズのジェフ・ベンジャミンは「時々ギターがマイケル・ジャクソンの「ブラック・オア・ホワイト」のそれのように聞こえる」と書いた。
2017年1月にブルゾンちえみが「キャリアウーマン」コントの BGM で本曲を使い始めて以降、本曲は日本で予想外の大ヒットとなり、iTunesソング・チャートなど主要音楽配信サイトで9冠を達成、Billboard Japan の総合洋楽チャートでは2月から6月にかけて通算14週にわたり1位となって歴代最長1位記録を更新した。マホーンはブルゾンちえみのコントを見てコラボレーションを申し出、彼女をフィーチャーしたリミックス版が6月8日にリリースされた。何度か日本に来てブルゾンちえみとの共演をしており、12月31日大晦日には第68回NHK紅白歌合戦の企画枠「紅白 HALFTIME SHOW」で「ブルゾンちえみ with B」とともに出演しパフォーマンス中にこの曲を歌っている。

## ミュージック・ビデオ
「ダーティ・ワーク」のミュージック・ビデオは2015年4月に撮影された。マホーンは WiLD 94.9 のインタビューで、ビデオは白黒になるだろうと話したが、その後ビデオは全く新しいコンセプトで撮り直され、最初のバージョンが公開されることはなかった。
7月初めに撮影された新しいバージョンは、TVドラマの『The Office』にインスパイアされたものになり、7月27日に公開された 。このムービーでマホーンは、セクシーな新人OLにアタックする情熱的なオフィスワーカーを演じている。また全編を通じて、仕事をサボってはマホーンと踊る同僚社員たちも登場し、『The Office』風のインタビュー映像が挿入される。

## チャート
| チャート (2015年-2017年)             | 最高位 |
| ------------------------------------ | ------ |
| Japan (Billboard Japan Hot 100)      | 4      |
| Japan Hot Overseas (Billboard)       | 1      |
| US Mexico Ingles Airplay (Billboard) | 5      |
| US Pop Digital Songs (Billboard)     | 28     |

## リリース歴
| Region | Date          | Format           | Label                     |
| ------ | ------------- | ---------------- | ------------------------- |
| 米国   | 2015年7月1日  | Digital download | Chase Cash Money Republic |
| 全世界 | 2015年7月2日  | Digital download | Chase Cash Money Republic |
| 米国   | 2015年7月14日 | Mainstream radio | Chase Cash Money Republic |
| 英国   | 2015年7月24日 | Digital download | Chase Cash Money Republic |